# 小林照夫
小林 照夫（こばやし てるお、1941年 ‐ ）は日本の歴史学者、関東学院大学名誉教授。博士（社会学）。専門研究領域は英国史、港湾史、都市史、横浜学。

## 来歴
神奈川県川崎市生まれ。浅野中学校・高等学校、関東学院大学経済学部等を経て、1969年関東学院大学大学院経済学研究科修士課程修了、今野国雄に師事。1978年から79年に英国・エディンバラ大学大学院経済学研究科へ留学、J.N.Wolfeに指導を受けた。関東学院大学文学部教授、同大学大学院文学研究科指導教授、2011年3月定年退職、その間、中国青年政治学院経済管理系客員教授、英国・スターリング大学養殖研究所(the Institute of Aquaculture)客員教授、日韓次世代国際学術大会諮問教授(韓国・東西大学校委嘱)、日本大学大学院商学研究科非常勤講師、同志社女子大学大学院国際社会システム研究科嘱託講師等。学会活動では日本港湾経済学会会長、関東都市学会理事、日本経済学会連合評議員等を歴任。現在日本港湾経済学会名誉会員。

## 論点―英国のEU離脱、再度のスコットランド独立住民運動はあるのか―
2014年9月18日に、スコットランド独立の賛否を問う住民投票が行われた。『ブリタニカ国際年鑑』(2015年版）に、小林照夫の「スコットランド独立の住民投票」と題した特別リポートが掲載されている。そこには、「どうして独立を願うのか」と言った著者の問題提起にはじまり、独立運動が展開するに至った史的経緯とその間の手続きについてコンパクトにまとめられた論述をみる。現在、英国のEU離脱が、「どのような経過の中で進んで行くのか、離脱後はどうなるのか」、多くの人達の関心事である。英国のEU離脱後、スコットランドの再度の独立のための住民投票が行われるのか。スコットランドの住民はEUへの帰属意識が強く、EU残留を望む割合はイングランドの住民よりも高い。スタージョン自治政府首相は、スコットランドの将来はEU内にあると明言し、そのためのスコットランドの独立に向けて、国民投票の実施を考えている。日本人が近代化のモデルとした英国、日本人が好きな「連合王国を象徴するユニオン・フラッグ」等々・・・スコットランドの将来は、ブレグジット後独立のための住民投票はあるのか？・・・

## 著書

### 単著
- 『スコットランド産業革命の展開―エディンバラ経済圏を中心に』 八千代出版、1981年
- 『巨大都市と漁業集落―横浜のウォーターフロント』 成山堂書店、1992年(日本港湾経済学会北見賞)
- 『スコットランド首都圏形成史―都市と交通の文化史論』 成山堂書店、1996年
- 『日本の港の歴史－その現実と課題』(交通ブックシリーズ) 成山堂書店、1999年
- 『スコットランドの都市―英国にみるもう一つの都市形成の文化史論』 白桃書房、2001年(日本都市学会奥井記念賞)
- 『近代スコットランドの社会と風土―＜スコティッシュネス＞と＜ブリティッシュネス＞の間で』 春風社、2011年

### 編著(監修・共編著を含む)
- 『近代史へのアプローチ―西洋と日本』 八千代出版、1983年
- 『イギリス近代史研究の諸問題―重商主義時代から産業革命へ』 丸善、1985年
- 『蒼穹の下漁鱗耀けし地―柴漁業協同組合史』 (清算法人)柴漁業協同組合発行、1990年
- 『知性の社会と経済―湘南学派への模索』 時潮社、1997年
- 『歴史としての近代―西洋と日本の史的構造』 八千代出版、1998年
- 『貿易と港―取引と情報の革新』 成山堂書店、1998年
- 『現代日本経済と港湾』 成山堂書店、2001年
- 『社会経済と港湾』(現代港湾シリーズⅠ) パールロード、2004年
- 『国際物流と港湾』(現代港湾シリーズⅡ) パールロード、2004年
- 『集客戦略と港湾』(現代港湾シリーズⅢ) パールロード、2004年
- 『研究者たちの港湾と貿易』 成山堂書店、2009年
- 『港都横浜の文化論』 関東学院大学出版、2009年
- 『村山商店社史―創業140周年記念』㈱村山商店、2013年
- 『一冊でわかるイギリス史』河出書房新社、2019年

### 事典
- 『横浜市研究者年鑑』(1988年版)(共編)、横浜市研究者年鑑刊行委員会発行、丸善発売、1988年
- 『話題源英語』(分担執筆)、とうほう、1989年
- 『港湾産業事典』(共編)、成山堂書店、1993年
- 『スコットランド文化事典』(分担執筆)、原書房、2006年
- 『海と空の港大事典』(日本港湾経済学会編　共編・分担執筆）成山堂書店、2011年
- 『イギリス文化事典』(イギリス文化事典編集委員会編・分担執筆）丸善、2014年
- 『ブリタニカ国際年鑑』2015年版(ブリタニカ・ジャパン株式会社発行・特別リポート執筆）2015年
- 『港湾経済研究　人物編-学会創立６０年の歩み-』（日本港湾経済学会編、編集委員・分担執筆）、2021年

## 参考
- 紀田順一郎他編『現代日本執筆者大事典』77/82、1984年、日外アソシエーツ(株)。
- Who'sWho in the World 1996，13th Edition，MARQUIS Who'sWho，A Reed　Reference Company．
- Dictionary of International Biography；A Biographical Record of Contemporary Achievement，Twenty-Fifth Edition，International Biographical Centre，Cambridge, England，1997.
- 『交通と文化の史的融合』(小林照夫還暦記念著書）八千代出版、2002年。
- 「小林照夫先生の略歴と業績リスト」『紀要』第120・121号合併号下巻、関東学院大学文学部人文学会、2010年、259-295頁。
- 「小林照夫先生の略歴と業績リスト 関東学院大学文学部 紀要 第120・121号合併号 下巻（2010）」 関東学院大学. 2014年10月14日閲覧
- 「スコットランド独立運動の論点」(『毎日新聞』2014年9月26日朝刊）。